# Mateusz Klich
Mateusz Klich (* 13. Juni 1990 in Tarnów, Polen) ist ein polnischer Fußballspieler.

## Karriere

### Im Verein
Mateusz Klich wurde in Tarnów geboren und wuchs dort auf. Ab 1999 spielte er in der Jugend des Ortsklubs Tarnovia Tarnów, ehe er sich 2003 den Junioren des KS Cracovia aus dem nahe gelegenen Krakau anschloss. Im November 2008 debütierte er im Alter von 18 Jahren in der Profimannschaft des Vereins in der Ekstraklasa, der ersten polnischen Liga. In der Folgesaison erkämpfte er sich einen Stammplatz auf der Spielmacher-Position und steuerte mit vier Toren und neun Torvorlagen seinen Anteil zum Klassenerhalt der Krakauer bei. Im Sommer 2011 wechselte er für die kolportierte Ablösesumme von rund 1,5 Millionen Euro zum deutschen Bundesligisten VfL Wolfsburg unter Felix Magath, bei dem er einen Dreijahresvertrag unterschrieb. Bei den „Wölfen“ trainierte er zwar mehrfach mit der Profimannschaft, kam aber lediglich in der zweiten Mannschaft in der Regionalliga zum Einsatz.
Am 31. Januar 2013 wurde Klich zunächst bis Saisonende an den niederländischen Erstligisten PEC Zwolle ausgeliehen und zur Saison 2013/14 fest verpflichtet. Er erhielt einen Zweijahresvertrag bis zum 30. Juni 2015.
Zur Saison 2014/15 kehrte Klich nach Wolfsburg zurück. Auch in seiner zweiten Zeit bei den Wölfen kam er zu keinem Bundesligaeinsatz, sondern lief lediglich sechsmal für die U-23 in der Regionalliga Nord auf, in der er drei Tore erzielte.
Am 9. Januar 2015 wechselte Klich in die 2. Bundesliga zum 1. FC Kaiserslautern. Er unterschrieb am Betzenberg einen Vertrag bis zum 30. Juni 2018. Für die Roten Teufel bestritt er in der Rückrunde der Saison 2014/15 fünf Ligaspiele und erzielte ein Tor. In der Saison 2015/16 brachte er es auf 16 Ligaspiele und drei Tore. Zur Saison 2016/17 wechselte Mateusz Klich in die niederländische Eredivisie zum FC Twente Enschede, wo er für drei Jahre unterschrieb. Hier war er Stammspieler im Mittelfeld. Nach nur einer Saison beim FC Twente Enschede unterzeichnete Mateusz Klich im Sommer 2017 einen Vertrag beim englischen Zweitligisten Leeds United bis zum Ende der Spielzeit 2019/20. Nach Startschwierigkeiten wurde er die Rückrunde der Saison an den FC Utrecht verleihen. Seit seiner Rückkehr ist Klich Stammspieler und konnte 2019 mit Leeds in die Premier League aufsteigen und in der Folgesaison problemlos die Klasse halten.
Seit dem 20. Dezember 2024 spielt Mateusz Klich in den USA für Atlanta.

### In der Nationalmannschaft
Klich hat diverse Jugendnationalmannschaften Polens durchlaufen. Sein Debüt in der A-Nationalmannschaft Polens gab er unter Franciszek Smuda im Juni 2011, als er beim 2:1-Sieg in einem Freundschaftsspiel gegen Argentinien in der Endphase des Spiels für Robert Lewandowski eingewechselt wurde.
Sein Vater Wojciech Klich war ebenfalls Fußballprofi und spielte unter anderem für FKS Stal Mielec, Siarka Tarnobrzeg und KSZO Ostrowiec Świętokrzyski in der polnischen Ekstraklasa.
Zur Fußball-Europameisterschaft 2021 wurde er in den polnischen Kader berufen, kam aber mit diesem nicht über die Gruppenphase hinaus.

## Erfolge
- Niederländischer Pokalsieger: 2013/14